# Épsilon Lupi
Épsilon Lupi (ε Lup / HD 136504) es una estrella en la constelación de Lupus, la quinta más brillante de la misma con magnitud aparente +3,37. Se encuentra a 506 años luz del sistema solar y, al igual que α Lupi, β Lupi o η Lupi, forma parte del grupo Centaurus Superior-Lupus (UCL), dentro de la gran asociación de Scorpius-Centaurus.
Épsilon Lupi es una sistema estelar formado por tres distintas estrellas. Dos de ellas se pueden resolver visualmente, aunque su separación es de apenas 0,3 segundos de arco (1992).
El tipo espectral conjunto del par es B2IV-V, siendo la diferencia de brillo entre las dos componentes de 1,5 magnitudes.
A su vez, la componente principal es una binaria espectroscópica con un período orbital de 4,56 días.
La tercera estrella completa una órbita en torno a la binaria espectroscópica cada 322 años.
La luminosidad del sistema es 4100 veces mayor que la del Sol y la medida de la velocidad de rotación proyectada da un valor de 41 km/s.
Las tres estrellas tienen masas parecidas, comprendidas entre 7 y 8,5 masas solares.
Una estrella de magnitud 9, visualmente a 27 segundos de arco, probablemente no es una compañera real y simplemente se encuentra en la misma línea de visión.